# دیوید اکسلراد (نوازنده)
دیوید اکسلراد (انگلیسی: David Axelrod؛ زادهٔ ۱۷ آوریل ۱۹۳۱) یک موسیقی‌دان است.